# Dicranota (Paradicranota) capillata
Dicranota (Paradicranota) capillata is een tweevleugelige uit de familie Pediciidae. De soort komt voor in het Palearctisch gebied.